# Casey Gilly
Casey Gilly est une scénariste américaine de comics.

## Biographie
Gilly commence dans la bande dessinée en écrivant divers récits courts pour des éditeurs indépendants, dont l'histoire dessinée par Raina Telgemeier « Funeral in Foam » dans le collectif You Died: An Anthology of the Afterlife, récompensé par un prix Eisner de la meilleure histoire courte en 2022.
De décembre 2021 à mars 2022, Boom! Studios publie Buffy the Last Vampire Slayer, sa première mini-série mainstream. Dessinée par Joe Jaro, cette histoire imagine la vie de Buffy Summers à 50 ans dans un monde où les vampires cohabiteraient pacifiquement avec les hommes.

## Prix
- 2022 : Prix Eisner de la meilleure histoire courte pour « Funeral in Foam » (avec Raina Telgemeier)[3]